# Комсомольське сільське поселення (Комсомольський район)
Комсомо́льське сільське поселення (рос. Комсомольское сельское поселение) — муніципальне утворення у складі Комсомольського району Чувашії, Росія. Адміністративний центр — село Комсомольське.
Станом на 2002 рік до складу Комсомольської сільської ради входив також присілок Тябердіно-Еткерово, який пізніше був переданий до складу Сюрбей-Токаєвського сільського поселення.

## Населення
Населення — 6167 осіб (2019, 6239 у 2010, 6187 у 2002).

## Склад
До складу поселення входять такі населені пункти:
| Населений пункт           | Населення, осіб (2002) | Населення, осіб (2010) |
| ------------------------- | ---------------------- | ---------------------- |
| Байбахтіно, присілок      | 140                    | 127                    |
| Васильєвка, присілок      | 57                     | 43                     |
| Дубовка, присілок         | 137                    | 152                    |
| Комсомольське, село       | 4839                   | 4905                   |
| Малі Кошелеї, присілок    | 697                    | 711                    |
| Нове Бікмурзино, присілок | 230                    | 212                    |
| Нові Кошелеї, присілок    | 87                     | 89                     |